# جائزة التطوير للفيفا
جائزة التطوير للفيفا هي جائزة قدمها الاتحاد الدولي لكرة القدم في عامي 2008 و2009، تقدم الجائزة للبلدان التي تعمل على تطوير كرة القدم فيها.

## الفائزون
| سنة  | الفائز | السبب | تفاصيل   |
| ---- | ------ | --- | -------- |
| 2008 | فلسطين | تقديراً لاتحاد كرة القدم الفلسطيني الذي أنجز المهمة الصعبة المتمثلة في تجديد ملعب فيصل الحسيني وبالتالي إنشاء ملعب وطني لفلسطين يتوافق مع معايير الفيفا ويسمح لهم بلعب أول مباراة دولية رسمية لهم على أرضهم. | التفاصيل |
| 2009 | الصين  | تقديراً لاتحاد كرة القدم الصيني، الذي شارك بنجاح في برنامج شعبي يشارك فيه أكثر من مليون شاب صيني في تطوير الجيل القادم من لاعبي كرة القدم في البلاد.                                                         | التفاصيل |

## روابط خارجية
- كأس العالم 2022 جميع المباريات